# Alexander Andergassen
Alexander Andergassen (Bolzano, 5 novembre 1986) è un ex hockeista su ghiaccio italiano.
Nel corso della sua carriera ha giocato perlopiù con la maglia del Caldaro, per due stagioni (2003-2004 e 2014-2015) in massima serie, per le altre in seconda serie. Vanta inoltre 3 stagioni (2008-2011) in massima serie con la maglia del Fassa.
Ha vestito la maglia azzurra sia a livello giovanile (ha all'attivo un mondiale Under-18 ed uno mondiale Under-20, disputati rispettivamente nel 2004 e nel 2006), che a livello di nazionale maggiore; ha inoltre preso parte alle Universiadi di Torino 2007.